# David Byrne
David Byrne (Dumbarton, 14 maggio 1952) è un musicista, cantautore e produttore discografico statunitense di origine scozzese, fondatore e animatore dei Talking Heads. Vincitore in carriera del premio Oscar, del Golden Globe e del Grammy per la sua produzione musicale, nel 2002 è stato inserito nella Rock and Roll Hall of Fame.

## Biografia

### Nascita e formazione
Byrne nasce a Dumbarton, piccolo centro della Scozia non lontano da Glasgow, il 14 maggio 1952. I suoi genitori, Tom ed Emma, si trasferiscono in Canada nel 1954, poi negli Stati Uniti intorno al 1960, per stabilirsi nel Maryland. Byrne si diploma alla Landsdowne high school di Arbutus, (contea di Baltimora), poi frequenta i corsi universitari di educazione artistica alla Rhode Island School of Design di Providence, nella quale rimane un solo anno: lì conosce Chris Frantz e Tina Weymouth, coppia di musicisti legati sentimentalmente che si sposeranno nel 1977.
Tra il 1971 e il 1972 forma insieme a un amico di Baltimora un duo chiamato Bizadi, nel quale Byrne si produce al violino, all'ukulele e al canto; il duo si esibisce nei locali cittadini e in seguito a San Francisco come artisti di strada o nei ristoranti. L'esperienza termina nella primavera del 1972 e nel 1973 torna a Providence, dove forma un gruppo chiamato the Artistics con Chris Frantz. Il gruppo si scioglie nel 1974 e Byrne si trasferisce in maggio a New York, dove in settembre viene raggiunto dallo stesso Frantz e da Tina Weymouth. Non riescono a trovare un bassista per il nuovo gruppo e Frantz convince Weymouth a imparare a suonare il basso. I tre saranno nel 1974 il nucleo fondante dei Talking Heads a cui si aggiunge nel 1976 Jerry Harrison.

### Attività artistica
Durante il periodo con i Talking Heads, David Byrne si alterna sempre con altri progetti: per esempio, nel 1981 collabora con Brian Eno all'album My Life in the Bush of Ghosts, che riscuote i favori della critica ed è tra i prodromi delle produzioni con musica campionata. Sempre nel 1981 Byrne compone per la coreografa Twyla Tharp le musiche per The Catherine Wheel, un balletto che viene presentato in quella stessa stagione a Broadway; poco dopo, per la compagnia di danza belga Ultima Vez, compone il paesaggio sonoro In Spite of Wishing and Wanting. Del 1987 è la collaborazione con Ryūichi Sakamoto e Cong Su per la colonna sonora The Last Emperor del film di Bernardo Bertolucci L'ultimo imperatore, che vale ai tre artisti il premio Oscar e il Golden Globe 1988 e il Grammy 1989 per la migliore colonna sonora.
Già un anno prima, comunque, Byrne aveva diretto, recitato e composto le musiche per il film musicale True Stories. Nella sua vasta discografia vanta anche musiche per teatro (Stop Making Sense del 1984, recital del quale cura anche le coreografie) e per documentari (Ilê Aiyê del 1986), oltre ad apparizioni come guest-star a supporto di altri gruppi (ad esempio per i 10,000 Maniacs durante un loro concerto per MTV). Alla fine degli anni ottanta Byrne dà vita a un'etichetta discografica world music chiamata Luaka Bop, per la produzione e la promozione dei lavori di artisti come Cornershop, Os Mutantes, Los De Abajo, Jim White, Zap Mama, Tom Zé e altri.

### Attività post-Talking Heads e recente
Una versione ridotta del singolo di Byrne Like Humans Do viene scelta nel 2001 da Microsoft come campione per la presentazione di Media Player. Del 2003 è la pubblicazione di un libro con annesso DVD, Envisioning Emotional Epistemological Information, che comprende lavori composti esclusivamente con Microsoft PowerPoint. Una delle immagini, come descritta dallo stesso Byrne, è «Il profilo di Dan Rather, espanso all'ennesima potenza, portato all'infinito e sovrapposto al profilo del capo di Patrick Stewart. È frenologia ricombinata».
Nel 2004 esce l'album dal titolo Grown Backwards, con atmosfera classica e arrangiamento per archi. Dello stesso anno è anche un concerto con Caetano Veloso alla Carnegie Hall di New York, dal quale verrà tratto l'album Live At Carnegie Hall pubblicato nel 2012, e un tour in Nord America e Australia concluso con gli spettacoli a Los Angeles, San Diego e New York nell'agosto 2005. Dopo quest'esperienza, Byrne inizia a lavorare insieme a Fatboy Slim a Here Lies Love, un'opera rock ispirata alla vita di Imelda Marcos, vedova del noto dittatore filippino, che viene presentata in parziale anteprima alla Carnegie Hall nel febbraio 2007. La versione da studio di questo lavoro sarà pubblicata nel 2010 con la collaborazione di svariati artisti, tra i quali Cyndi Lauper e Tori Amos.
Nel frattempo, nel 2006 esce una versione rimasterizzata - e con alcune nuove bonus track - del disco prodotto nel 1981 con Brian Eno. Due tracce del nuovo album sono pubblicate in Creative Commons (non commerciale). Per quanto riguarda invece le arti visive, a parte il citato progetto in PowerPoint, Byrne vanta al suo attivo una serie di mostre a partire dalla metà degli anni novanta: installazioni, sculture, dipinti, spesso non firmati. Nel gennaio 2007 il New York Times gli dedica un profilo, che fa riferimento a un'affermazione tratta dal suo blog, nel quale Byrne dichiara «Ero un ragazzo borderline, immagino a causa dell'Asperger». Relativamente alla passata esperienza con i Talking Heads, nel 2005 David Byrne è oggetto di critiche dall'ex componente del gruppo, la bassista Tina Weymouth, che in un'intervista rilasciata al quotidiano scozzese Sunday Herald lo definisce «incapace di ricambiare l'amicizia», aggiungendo che «la sua caratteristica principale è quella di tagliare i ponti con chiunque o con qualsiasi cosa che non gli serva più o che lui veda come una minaccia al suo ego.».
Nel 2006 canta in un brano dell'album The Cosmic Game dei Thievery Corporation. L'anno seguente registra una cover di Ex-Guru dei The Fiery Furnaces per una compilation. Nel 2008 pubblica Everything That Happens Will Happen Today, il secondo album realizzato assieme a Brian Eno, la cui musica viene descritta da Byrne come un gospel folk elettronico. Quell'anno collabora anche con Paul Simon dal vivo. Nel 2009 partecipa all'album The Spirit of Apollo dei N.A.S.A. e al progetto benefico Dark Was the Night. Collabora con i Dirty Projectors nel brano Knotty Pine. Nel 2011 appare nell'edizione deluxe dell'album degli Arcade Fire The Suburbs e compone brani per la colonna sonora del film di Paolo Sorrentino This Must Be the Place, nel quale suona in un cameo. Del 2012 è l'album Love This Giant, realizzato con la cantautrice St. Vincent. Quell'anno pubblica il proprio libro How Music Works, che ottiene un buon successo e nel quale rivela di essere portatore della sindrome di Asperger. Nel marzo 2013 è al lavoro a teatro con Fatboy Slim per proporre il musical derivante dal concept album Here Lies Love del 2010. Nel 2014 collabora con Anna Calvi per l'EP Strange Weather e con Tiê per l'album Esmeraldas. Nel 2018 pubblica l'album American Utopia, collegato al progetto Reasons to Be Cheerful, e torna in Italia in concerto con uno spettacolo teatrale coreografato da Annie-B Parson.

## Stile musicale
La sua prima pubblicazione da solista è stata My Life in the Bush of Ghosts (1981), collaborazione con Brian Eno in cui concilia musica elettronica ed etnica gettando le basi per molti stili musicali diversi. Ad esso sarebbero seguite le sperimentazioni di The Catherine Wheel (1981), la musica brasiliana e sudamericana di Rei Momo (1989) e quella orchestrale di The Forest (1991). Con l'album David Byrne (1994) l'artista è ritornato alle sonorità dei primi Talking Heads. Più tardi, ha collaborato con Fatboy Slim nel "disco musical" di Here Lies Love (2010) e con St. Vincent nelle canzoni di Love This Giant (2012), album che risente l'influenza dell'artista indie.

## Influenza su altri progetti artistici
- La voce di David Byrne appare in un videogioco dei primi anni novanta, Sam & Max Hit the Road. Nella versione originale egli dice «Heaven is a place where nothing ever happens» («Il paradiso è un posto dove non succede mai nulla»), frase tratta dalla canzone Heaven dei Talking Heads.
- Nel 309º episodio dei Simpson - Pace, quiete e chili (Dude, Where's My Ranch?), andato in onda il 27 aprile 2003, David Byrne appare come se stesso nel ruolo di un ricercatore di musica popolare di Springfield, che produce e co-interpreta un brano insieme a Homer Simpson. Nello stesso episodio Byrne dichiara di essere un ex boxeur il cui nome di battaglia era «El Diablo».
- Nel loro brano When I Go Out With Artists i Crash Test Dummies citano David Byrne.
- Nel 2011 scrive le musiche per This Must Be the Place, film di Paolo Sorrentino durante il quale il musicista si esibisce cantando l'omonimo brano incluso nell'album dei Talking Heads Speaking in Tongues (1983), e recitando altre brevi parti.

## Discografia

### Da solista
Album in studio
- 1981 - My Life in the Bush of Ghosts (con Brian Eno)
- 1989 - Rei Momo
- 1992 - Uh-Oh
- 1994 - David Byrne
- 1997 - Feelings
- 2001 - Look into the Eyeball
- 2004 - Grown Backwards
- 2008 - Everything That Happens Will Happen Today (con Brian Eno)
- 2012 - Love This Giant (con St.Vincent)
- 2018 - American Utopia

Colonne sonore
- 1981 - The Catherine Wheel
- 1985 - Music for "The Knee Plays"
- 1986 - Sounds from True Stories
- 1987 - The Last Emperor (con Ryūichi Sakamoto e Cong Su)
- 1991 - The Forest
- 1999 - Your Action World
- 1999 - In Spite of Wishing and Wanting
- 2003 - E.E.E.I. (Envisioning Emotional Epistemological Information)
- 2003 - Lead Us Not into Temptation
- 2008 - Big Love: Hymnal
- 2010 - Here Lies Love (con Fatboy Slim)

Live
- 1993 - Between the Teeth
- 2001 - David Byrne Live at Union Chapel
- 2007 - Live from Austin, Texas
- 2009 - Everything That Happens Will Happen on This Tour – David Byrne on Tour: Songs of David Byrne and Brian Eno (con Brian Eno)
- 2012 - Live at Carnegie Hall (con Caetano Veloso)
- 2019 - American Utopia on Broadway

Remix
- 1998 - The Visible Man

## Libri
- 1995 - True Stories
- 1995 - Strange Ritual, Chronicle Books
- 1998 - Your Action World (LipanjePuntin, ISBN 88-86429-43-6)
- 2001 - The New Sins (Los Nuevos Pecados)
- 2002 - David Byrne Asks You: What Is It? Smart Art Press
- 2003 - Envisioning Emotional Epistemological Information (con DVD)
- 2006 - Arboretum
- 2009 - Bicycle Diaries, in italiano Diari della bicicletta, traduzione di Andrea Silvestri, Bompiani, 2010, ISBN 9788845264894
- 2012 - How Music Works; in italiano Come funziona la musica, traduzione di Andrea Silvestri, Bompiani, 2016, ISBN 9788845274190